# DFS Classic 1986
Il DFS Classic 1986  è stato un torneo di tennis giocato sull'erba.
È stata la 5ª edizione del DFS Classic, che fa parte del Virginia Slims World Championship Series 1986.
Si è giocato al Edgbaston Priory Club a Birmingham in Inghilterra, dal 9 al 15 giugno 1986.

## Campionesse

### Singolare
Pam Shriver ha battuto in finale  Manuela Maleeva Fragniere con il punteggio di 6–2, 7–6

### Doppio
Elise Burgin /  Rosalyn Fairbank hanno battuto in finale  Elizabeth Smylie /  Wendy Turnbull con il punteggio di 6–2, 6–4